# Жуков, Алексей Евгеньевич
Алексе́й Евге́ньевич Жу́ков (род. 9 февраля 1968, Ленинград) — российский специалист в области полупроводниковых наноструктур и электронных приборов на их основе, член-корреспондент РАН (2008).

## Биография
Родился в 1968 году в Ленинграде.
В старших классах обучался в ФМШ-239. После школы поступил на факультет электронной техники Ленинградского электротехнического института (ЛЭТИ, ныне — Санкт-Петербургский государственный электротехнический университет). Несмотря на то, что его учёба прерывалась призывом на два года в армию, в 1992 г. с отличием окончил ЛЭТИ по кафедре оптоэлектроники, базовой для ФТИ им. Иоффе. 
В 1996 году — защитил кандидатскую диссертацию, тема: «Квантово-размерные напряженные гетероструктуры в системе (In,Ga,Al)As: Технология получения методом молекулярно-пучковой эпитаксии и исследование свойств».
В 2002 году — защитил докторскую диссертацию, тема: «Инжекционные лазеры на основе самоорганизующихся квантовых точек».
В 2008 году — избран членом-корреспондентом РАН по Отделению нанотехнологий и информационных технологий.
Трудовая и преподавательская деятельность
- Ведущий научный сотрудник Физико-технического института имени А. Ф. Иоффе РАН.
- Заведующий кафедрой Фотоники СПбАУ РАН.
- Профессор кафедры «Физика и технология наноструктур» Санкт-Петербургского политехнического университета Петра Великого.
- Профессор кафедры «Оптоэлектроника» Санкт-Петербургского государственного электротехнического университета «ЛЭТИ» им. В. И. Ульянова (Ленина).

## Научная деятельность
Область научных интересов: физика полупроводников, эпитаксиальное выращивание полупроводниковых соединений, низкоразмерные гетероструктуры, полупроводниковые лазеры
Основные научные результаты:
- разработчик воспроизводимой технологии синтеза многослойных массивов полупроводниковых квантовых точек, которая позволяет управлять их структурными и оптическими свойствами и расширять спектральный диапазон излучения в область лазерной оптической связи;
- развил теорию лазеров на основе многослойных массивов квантовых точек и установил взаимосвязь электронных и структурных параметров массива квантовых точек с приборными характеристиками лазеров, объяснил эффекты отрицательной характеристической температуры и индуцированного током перехода к генерации через возбужденное состояние;
- разработал высокоэффективные низкопороговые температурно-стабильные инжекционные лазеры на основе самоорганизующихся квантовых точек для систем оптической передачи информации, решил проблему надежности подобных лазеров.

Автор более 300 опубликованных работ.
Под его руководством защищены 2 кандидатских и 1 докторская диссертации.

## Награды
- Премия имени А. Ф. Иоффе Правительства Санкт-Петербурга (2017) - за выдающиеся научные результаты в области оптических микрорезонаторов и микролазеров на основе квантовых точек для нового поколения оптической связи, внесшие значительный вклад в развитие физики полупроводниковых наноструктур и техники полупроводниковых лазеров[4]
- Благодарность Президента Российской Федерации (5 февраля 2024 года) — за заслуги в развитии отечественной науки, многолетнюю плодотворную деятельность и в связи с 300-летием со дня основания Российской академии наук[5]